# Giải bóng đá U-21 Quốc tế Báo Thanh Niên 2011
Giải bóng đá U-21 Quốc tế Báo Thanh Niên 2011 (tiếng Anh: International U-21 Football Tournament Vietnam Youth Newspaper 2011) là mùa giải thứ 5 của Giải bóng đá U-21 Quốc tế Báo Thanh Niên, giải đấu bóng đá quốc tế dành cho lứa tuổi dưới 21 do báo Thanh Niên kết hợp với Liên đoàn bóng đá Việt Nam (VFF) tổ chức. Giải đấu lần này diễn ra tại Gia Lai từ ngày 25 tháng 9 đến ngày 4 tháng 10 năm 2011.

## Địa điểm
Tất cả các trận đấu diễn ra trên sân vận động Pleiku tại thành phố Pleiku, Gia Lai.
| Gia Lai             |
| ------------------- |
| Sân vận động Pleiku |
| Sức chứa: 11.000    |
| không khung         |

## Các đội tham dự
| Đội bóng                     | Liên đoàn | Huấn luyện viên      | Đội trưởng |
| ---------------------------- | --------- | -------------------- | ---------- |
| U-21 Báo Thanh niên Việt Nam | VFF       | Nguyễn Quốc Tuấn     |            |
| U-21 Singapore               | FAS       | Singapore            |            |
| U-21 Thái Lan                | FAT       | Chalermvud Sangnapol |            |
| U-21 Malaysia                | FAM       | Ibrahim Ismail       |            |
| U-21 Iran                    | FFIRI     | Iran                 |            |
| U-17 Học viện Aspire         | QFA       | Qatar                |            |

## Trọng tài
Dưới đây là danh sách trọng tài được lựa chọn cho giải đấu.
Trọng tài chính:
- Võ Minh Trí
- Võ Quang Vinh
- Lee Dong Joon
- Sakda Pasud

Trợ lý trọng tài:
- Trần Thanh Liêm
- Nguyễn Hoàng Minh
- Pongsanit Xaypaseth
- Kimsy Pisal

## Giải thưởng

### Giải thưởng tập thể
- Đội vô địch: 12.000 USD
- Đội nhì: 7.000 USD
- Đội ba: 5.000 USD
- Giải phong cách: 3.000 USD

### Giải cá nhân
- Cầu thủ ghi nhiều bàn thắng nhất: 500 USD
- Cầu thủ xuất sắc nhất: 500 USD
- Thủ môn xuất sắc nhất: 500 USD
- Cầu thủ xuất sắc nhất trận đấu: 100 USD
- Cầu thủ ghi bàn thắng đầu tiên trong trận chung kết: 100 USD

## Vòng bảng
Sáu đội chia thành hai bảng thi đấu vòng tròn một lượt, chọn hai đội đứng đầu mỗi bảng vào bán kết.

### Bảng A
| Đội tuyển | số trận | thắng | hoà | thua | bàn thắng | bàn thua | điểm |
| --------- | ------- | ----- | --- | ---- | --------- | -------- | ---- |
| Việt Nam  | 2       | 2     | 0   | 0    | 4         | 1        | 6    |
| Qatar     | 2       | 1     | 0   | 1    | 3         | 3        | 3    |
| Malaysia  | 2       | 0     | 0   | 2    | 1         | 4        | 0    |

| Báo Thanh Niên Việt Nam                    | 2–0      | Malaysia |
| ------------------------------------------ | -------- | -------- |
| Hoàng Nhật Nam 87' · Nguyễn Hữu Khôi 90+2' | Chi tiết |          |

| Học viện Aspire                                | 2–1      | Malaysia                  |
| ---------------------------------------------- | -------- | ------------------------- |
| Papa Serigne Mbaye 33' · Khalid Jumaan Ali 58' | Chi tiết | Bahari Muhammad Akhir 52' |

| Báo Thanh Niên Việt Nam                 | 2–1      | Học viện Aspire     |
| --------------------------------------- | -------- | ------------------- |
| Nguyễn Hữu Khôi 15' · Bùi Xuân Hiếu 23' | Chi tiết | Jasper Chibueze 46' |

### Bảng B
| Đội tuyển | số trận | thắng | hoà | thua | bàn thắng | bàn thua | điểm |
| --------- | ------- | ----- | --- | ---- | --------- | -------- | ---- |
| Iran      | 2       | 1     | 1   | 0    | 4         | 1        | 4    |
| Thái Lan  | 2       | 1     | 1   | 0    | 4         | 2        | 4    |
| Singapore | 2       | 0     | 0   | 2    | 1         | 6        | 0    |

| Singapore             | 1–3      | Thái Lan                                      |
| --------------------- | -------- | --------------------------------------------- |
| Bin Salim 90' (ph.đ.) | Chi tiết | Premvut 7' (ph.đ.) · Nurul 9' · Thawadech 19' |

| Iran                                                                          | 3–0      | Singapore |
| ----------------------------------------------------------------------------- | -------- | --------- |
| Behnam Barzay Khodadad 24' · Amin Jahan Kohan Ghafel 58' · Ali Reza Jahan 77' | Chi tiết |           |

| Thái Lan  | 1–1      | Iran       |
| --------- | -------- | ---------- |
| Nurul 70' | Chi tiết | Azmoun 69' |

## Vòng đấu loại trực tiếp

### Sơ đồ
|  | Bán kết          | Bán kết |               |   | Chung kết | Chung kết |
|  |                  |         |               |   |           |           |
|  | 7 tháng 10       |         |               |   |           |           |
|  |                  |         |               |   |           |           |
|  | BTN Việt Nam (p) | 1 (7)   |               |   |           |           |
|  | BTN Việt Nam (p) | 1 (7)   | 9 tháng 10    |   |           |           |
|  | Thái Lan         | 1 (6)   |               |   |           |           |
|  | Thái Lan         | 1 (6)   | BTN Việt Nam  | 2 |           |           |
|  | 7 tháng 10       |         | BTN Việt Nam  | 2 |           |           |
|  |                  | Iran    | 1             |   |           |           |
|  | Iran             | Iran    | 1             | 1 |           |           |
|  | Iran             |         |               | 1 |           |           |
|  | Học viện Aspire  | 0       |               |   |           |           |
|  | Học viện Aspire  | 0       | Tranh hạng ba |   |           |           |
|  |                  |         |               |   |           |           |
|  | 9 tháng 10       |         |               |   |           |           |
|  |                  |         |               |   |           |           |
|  | Thái Lan         | 1       |               |   |           |           |
|  | Thái Lan         | 1       |               |   |           |           |
|  | Học viện Aspire  | 2       |               |   |           |           |

### Bán kết
| Báo Thanh Niên Việt Nam                                                            | 1–1      | Thái Lan                                                                    |
| ---------------------------------------------------------------------------------- | -------- | --------------------------------------------------------------------------- |
| Hà Minh Tuấn 1'                                                                    | Chi tiết | Ronnachai 70'                                                               |
| Loạt sút luân lưu                                                                  |          |                                                                             |
| - Văn Thắng - Đức Duyệt - Xuân Hiếu - Thành Nam - Duy Thanh - Nhật Nam - Minh Tuấn | 7–6      | - Teerapong - Thawadech - Ronnachai - (19) - Wachapon - Suphanan - Santhiti |

| Iran               | 1–0      | Học viện Aspire |
| ------------------ | -------- | --------------- |
| Ali Reza Jahan 54' | Chi tiết |                 |

### Tranh hạng ba
| Thái Lan      | 1–2      | Học viện Aspire             |
| ------------- | -------- | --------------------------- |
| Ronnachai 52' | Chi tiết | Phakamani 25' · Asamoah 80' |

### Chung kết
| Báo Thanh Niên Việt Nam                   | 2–1      | Iran                 |
| ----------------------------------------- | -------- | -------------------- |
| Nguyễn Hữu Khôi 33' · Nguyễn Thế Hưng 60' | Chi tiết | Ali Reza Jahan 45+2' |

## Kết quả chung cuộc
- Giải phong cách: Việt Nam
- Vua phá lưới: Nguyễn Hữu Khôi &  Ali Reza Jahan (3 bàn)
- Thủ môn xuất sắc nhất: Nguyễn Thanh Diệp
- Cầu thủ xuất sắc nhất: Hoàng Nhật Nam